# Imperia (zespół muzyczny)
Imperia – pochodzący z Holandii zespół grający symphonic metal z elementami operowymi.

## Historia
Zespół powstał z inicjatywy jego wokalistki – Heleny Iren Michaelsen po zakończeniu jej nie do końca udanej współpracy z zespołami Trail of Tears i Epica. Pierwszym efektem działalności zespołu był cover utworu „Lotus Eaters”, który ukazał się na albumie „Tribute to Dead Can Dance” wydanym przez Black Lotus Records wiosną 2004 roku. Utwór zebrał pozytywne recenzje.
Latem 2004 roku zespół zagrał pierwsze koncerty, jak również nagrał swój debiutancki album The Ancient Dance of Qetesh. Płyta ukazała się jesienią 2004 roku w krajach Beneluksu, od razu zebrała pozytywne oceny i została albumem miesiąca w Belgii i Hiszpanii. W następnych miesiącach grupa grała w klubach w Holandii i Belgii, biorąc także udział w kilku festiwalach i supportując bardziej znane grupy jak Nightwish. 
Pod koniec 2005 roku zespół miał już wystarczającą ilość materiału, ażeby nagrać drugi album, zatem w lutym 2006 roku grupa rozpoczęła prace nad nowym wydawnictwem w studiu w Niemczech. Po zakończeniu prac nad materiałem, zespół rozpoczął poszukiwania wydawcy, dochodząc ostatecznie do porozumienia z niemiecką wytwórnią Massacre Records.
Drugi album grupy został zatytułowany Queen of Light.

## Dyskografia

### Płyty studyjne
- The Ancient Dance of Qetesh (2004)
- Queen of Light (2007)
- Secret Passion (2011)

## Członkowie zespołu

### Obecni członkowie
- Helena Iren Michaelsen – wokal
- John Stam – gitara
- Gerry Verstreken – gitara basowa
- Jan Yrlund – gitara
- Stefan Wolz – perkusja
- Audun Gronnestad – orkiestracja